# WSIX
WSIX ist eine kommerzielle Radiostation in Nashville, Tennessee. Bei der Station produziert der Country-Moderator Bobby Bones seine werktäglich US-weit ausgestrahlte Radioshow. WSIX sendet auf UKW 97,9 MHz ein Country-Format mit aktuellen Songs der Musiksparte. Er gehört dem größten Radiokonzern der USA, iHeartMedia.
Die Studios der Station befinden sich in Nashvilles Music Row District; der Sender steht in Brentwood, Tennessee.

## Programm
Seit 2011 wird die „Bobby Bones Show“ US-weit durch Premiere Networks übertragen und von mehr als 85 Country-Radio-Stationen ausgestrahlt.